# Гай Петелий Либон Визол (консул 326 пр.н.е.)
Вижте пояснителната страница за други личности с името Гай Петелий Либон Визол.
Гай Петелий Либон Визол (на латински: Caius Poetelius Libo Visolus) e политик на Римската република през 4 век пр.н.е.
През 326 пр.н.е. той е консул с Луций Папирий Курсор. Става диктатор. По времето на двамата консули, със закона Lex Poetelia Papiria de nexis, Римската република премахва доброволното робство при задължения.